# 加藤広人
加藤 広人（かとう ひろと、1995年9月30日 - ）は、日本の元ラグビー選手。

## プロフィール
- 秋田県秋田市出身[1]。
- ポジションはロック(LO)、フランカー(FL)。
- 身長 186cm、体重 103kg
- オールスターゲームの対抗戦選抜に選ばれたことがある[2]。
- U20日本代表に選ばれたことがある[3]。
- ジュニア・ジャパンに選ばれたことがある[4]。

## 略歴
小学2年生からラグビーを始めた。
2014年、秋田工業高校卒業後、早稲田大学に入学する。なお秋田工業高校時代、高校日本代表に選ばれたことがある。
2017年、早稲田大学ラグビー蹴球部の主将に就任した。
2018年、早稲田大学卒業後、サントリーサンゴリアスに加入。同年10月20日に行われたジャパンラグビートップリーグ第7節の日野レッドドルフィンズ戦にて途中出場で公式戦初出場を果たす。
2021年、現役を引退した。